# 阿方索二世 (阿斯圖里亞斯)
阿方索二世（西班牙語：Alfonso II，759年—842年3月20日），被稱為純潔的，從791年起為阿斯圖里亞斯國王直到去世，他是弗鲁埃拉一世及巴斯克人姆妮亞（Munia）的兒子。

## 早年生活
759到760年間生於奧維耶多。在他的父親去世後，由他的姑姑阿朵辛達負責照顧他，然而因為一項習俗使他最後被安置在薩莫斯的修道院。在阿朵辛達的丈夫希羅統治期間，他成為宮殿的管理長。希羅去世時，阿朵辛達的派系推選他成為國王，但王國的權貴們選擇他的叔叔馬烏雷加托來擔任下一任的國王。阿方索逃往阿拉瓦尋求他母親親戚的庇護。馬烏雷加托的下一任為貝爾穆多，他是阿方索的堂叔，在布比亞河戰役被擊敗後貝爾穆多選擇退位。

## 阿方索宣布成為國王
隨後在791年9月14日阿方索被選為國王。他的實際統治情形幾乎不為人所知。後世的詩歌虛構了他的妹妹希梅娜（Ximena）與薩達納（Saldana）伯爵桑喬（Sancho）的秘密婚姻，以及他們兒子貝爾納多·德·卡皮歐的出世。貝爾納多是英勇事蹟之歌合集的英雄之一，用來討好無主精神的貴族們。

## 安達盧西亞勢力入侵阿斯圖里亞斯
在阿方索就任王位時，阿卜杜-拉赫曼一世的兒子希沙姆一世發動一連串針對庇里牛斯山東部及西北部的軍事行動。在794年阿卜杜-卡里姆（Abd al-Karim）帶領一支主力部隊在阿斯圖里亞斯王國的東部邊境（坎塔布里亞及卡斯提爾）展開突襲。阿方索二世於是向在當時有領土接壤的阿拉瓦領主，巴斯克的法蘭克人附庸貝拉斯科（Belasco）請求援助。阿卜杜-卡里姆向西更深的入侵阿斯圖里亞斯，並且掠奪了該地區，同時他的弟弟阿卜杜-馬利克（Abd al-Malik）入侵阿斯圖里亞斯的西部領土。

## 與查理曼及羅馬教皇的關係
面對強大的軍事威脅，阿方索二世聯繫了查理曼的法蘭克人。796、797及798年他三次派出代表團前往土魯斯與愛克斯·拉夏貝爾。這些外交行動或許有助於強化他統治的合法性及阿斯圖里亞斯的政府結構，來抵擋持續進行的內部動亂——加利西亞的騷動，以及來自伊本·穆蓋特兄弟（Ibn Mugait，也就是阿卜杜-卡里姆與阿卜杜-馬利克）的外來攻擊。
阿方索是頭一個受到查理曼及教皇承認的阿斯圖里亞斯國王，同時也是阿斯圖里亞斯王國首次被承認為是一個王國。阿方索國王對法蘭克的都爾的瑪爾定膜拜儀式展現出興趣，並且最顯著的是他鼓勵讓加洛林教會的影響力進入阿斯圖里亞斯。不意外地，在阿方索的統治期間，所謂的聖雅各的安息地被樹立了。阿方索的使節前往查理曼的宮廷或許也有處理嗣子說的爭議問題，這使得阿斯圖里亞斯王國進入查理曼的視野。似乎因為查理曼的大力協助，受到鼓舞的阿方索軍隊反攻並且侵入安達盧西亞的勢力範圍，阿方索的軍隊依序包圍、攻陷沿途的安達盧西亞城市，於798年時最終到達里斯本。

## 之後的情形
825年他在納龍及安塞歐擊敗哥多華的軍隊，並且因為這些勝利的緣故，加利西亞、雷昂及卡斯提爾地區的重新移民運動才得以展開。
阿方索還將首都從希羅選定的普拉維亞遷往奧維耶多，也就是他父親所建立的城市以及他的出生地。在那裡他建立了許多教堂以及一座宮殿。他設立了聖提爾索堂區，並且之後安葬於此；還設立了聖圖亞諾堂區於郊區。賽巴斯提安塞史書記錄了842年他的去世，寫道：
tras haber llevado por 52 años casta, sobria, inmaculada, piadosa y gloriosamente el gobierno del reino.
（在持續52年純潔地、素淨地、完美無瑕地、虔誠地以及輝煌地統治王國之後）
傳統上認為在814年，偉大的聖雅各的遺體在聖地亞哥被發現，並且阿方索是這個知名的中世紀（以及現代）聖陵的第一個朝聖者。